# سوني أوسبورن
سوني أوسبورن (بالإنجليزية: Sonny Osborne)‏ هو مغني وكاتب أغاني أمريكي، ولد في 29 أكتوبر 1937 في هايدن في الولايات المتحدة.

## وصلات خارجية
- سوني أوسبورن على موقع IMDb (الإنجليزية)
- سوني أوسبورن على موقع ميوزك برينز (الإنجليزية)
- سوني أوسبورن على موقع ديسكوغز (الإنجليزية)
- سوني أوسبورن على موقع قاعدة بيانات الفيلم (الإنجليزية)